# Hendrik I van Montmorency
Hendrik I van Montmorency (Chantilly, 15 juni 1534 - Pézenas, 2 april 1614) was van 1579 tot aan zijn dood hertog van Montmorency. Hij behoorde tot het huis Montmorency.

## Levensloop
Hendrik was de oudste zoon van hertog Anne van Montmorency uit diens huwelijk met Madeleine, dochter van René van Savoye, graaf van Villars. Hij was vanaf zijn geboorte heer van Damville.
In 1563 werd hij benoemd tot gouverneur van de Languedoc, wat hij bleef tot aan zijn dood in 1614. Na de dood van zijn vader was hij van 1567 tot 1580 ook gouverneur van Caen. Als gouverneur van Languedoc resideerde hij in Pézenas, waar hij het Slot van Grange des Prés liet bouwen.
In het begin van de Hugenotenoorlogen vochten Hendrik en zijn broers aan de zijde van de katholieken en waren ze bondgenoten van het ultrakatholieke huis Guise. In 1567 werd hij zelfs benoemd tot maarschalk van Frankrijk. Na de Bartholomeusnacht van 1572 sloot het huis Montmorency zich aan bij de Hugenoten. Uiteindelijk koos Hendrik in 1576 de zijde van koning Hendrik III van Frankrijk, nadat hem het markgraafschap Saluzzo werd beloofd.
Na de dood van zijn oudere broer Frans erfde Hendrik in 1579 diens domeinen. Hierdoor werd hij hertog van Montmorency, graaf van Dammartin en Alais, baron van Châteaubriant en heer van Chantilly en Écouen.
In de jaren 1580 sloot Hendrik van Montmorency zich aan bij de zogeheten Politiques, die zich verzetten tegen de grote invloed van de Heilige Liga en Spanje. Hij streed hierdoor aan de zijde van Hendrik van Navarra, die in 1589 onder de naam Hendrik IV koning van Frankrijk werd. Als dank daarvoor werd hij in 1593 benoemd tot Connétable van Frankrijk.
Hendrik I van Montmorency overleed in april 1614 in Pézenas, op 79-jarige leeftijd.

## Huwelijken en nakomelingen
Hendrik was in totaal driemaal gehuwd. In juni 1558 huwde hij met Antoinette (1542-1591), dochter van Robrecht IV van der Marck, hertog van Bouillon. Ze kregen vier kinderen:
- Hercules (overleden in 1591), graaf van Ostremont
- Charlotte (1571-1636), huwde in 1591 met Karel van Valois, hertog van Angoulême
- Margaretha (1577-1660), vrouwe van Gourville, huwde in 1593 met Anne de Lévis, hertog van Ventadour
- Hendrik (1581-1583)

In 1593 huwde hij met zijn tweede echtgenote Louise de Budos (1575-1598), met wie hij twee kinderen kreeg:
- Charlotte Margaretha (1594-1650), vrouwe van Chantilly, huwde in 1609 met vorst Hendrik II van Bourbon-Condé
- Hendrik II (1595-1632), hertog van Montmorency

Zijn derde echtgenote was Laurence van Clermont-Montoison (1571-1654). Hun huwelijk vond plaats in 1601, maar bleef kinderloos. Verder had hij een buitenechtelijke zoon Hannibal (1590-1639), heer van Mons en Mélouset.